# Lijst van burgemeesters van Egmond-Binnen
Dit is een lijst van burgemeesters van de voormalige Nederlandse gemeente Egmond-Binnen tot de fusie met Egmond aan Zee tot de gemeente Egmond in 1978.
| Ambtsperiode | Naam burgemeester                    | Partij of stroming | Bijzonderheden |
| ------------ | ------------------------------------ | ------------------ | --- |
| 18?? - 1836  | Christiaan van Egmond (ca.1774-1836) |                    | tevens burgemeester van Egmond aan Zee en Wimmenum                                                                        |
| 1837 - 1883  | Samuel Cornelis Simon Holland        |                    | tevens burgemeester van Egmond aan Zee (1853-1883), Bergen (1852-1883), Schermerhorn (18??-1850) en Wimmenum (1837?-1857) |
| 1883 - 1910  | Pieter Pranger                       |                    | tevens burgemeester van Egmond aan Zee, eerder burgemeester van Aalsmeer                                                  |
| 1910 - 1921  | mr. P.J.M. van Sonsbeeck             |                    | |
| 1921 - 1928  | Charles (Ch.W.E.G.) Janssens         |                    | later burgemeester van Oirschot en Maasbree                                                                               |
| 1928 - 1941  | G.C. Bos                             |                    | later burgemeester van Heiloo                                                                                             |
| 1941 - 1943  | Jan (G.J.H.) Fijn                    | NSB                | tevens burgemeester van Egmond aan Zee en vanaf 1942 wnd burgemeester van Bergen, later burgemeester van Hilversum        |
| 1945 - 1960  | Martinus (M.) Niele                  |                    | tot 1 mei 1946 waarnemend, tevens (waarnemend) burgemeester van Egmond aan Zee                                            |
| 1961 - 1978  | A.G. Bakker                          | KVP                | tevens burgemeester van Egmond aan Zee, eerder burgemeester van Oudorp, later burgemeester van Egmond                     |